# Политика Источног блока
Политика Источног блока пратила је окупацију већег дела централне и источне Европе од стране Црвене армије на крају Другог светског рата и постављање марксистичко-лењинистичких влада које је Совјетски Савез контролисао у региону који ће касније бити назван Источним блоком кроз процес блоковска политика и репресија. Ове владе су садржавале очигледне елементе представничке демократије (као што су парламенти, избори, а понекад чак и више политичких партија) да би у почетку прикриле процес.
Када је дошла на власт, Комунистичка партија сваке земље под контролом Совјетског Савеза преузела је трајну контролу над администрацијом, политичким органима, полицијом, друштвеним организацијама и економским структурама како би осигурала да се не може појавити ефикасна опозиција и контролисала друштвено-економски и политички живот у њима. Партијске и друштвене чистке су коришћене заједно са екстензивном употребом организација тајне полиције по узору на совјетски КГБ за праћење и контролу локалног становништва. Док је више политичких партија наставило да номинално постоји у неким земљама, све су биле подређене влади и подржавале владину политику. Док су се избори и даље одржавали, бирачима се обично представљао само један кандидат. Национални парламенти састављени од овако изабраних представника састајали су се ретко и увек су одобравали предлоге влада.

## Историја
Године 1922, Руска Совјетска Федеративна Социјалистичка Република (РСФСР), Украјинска ССР, Белоруска ССР и Закавкаска СФСР, одобриле су Уговор о стварању СССР-а и Декларацију о стварању Совјетског Савеза, формирајући Совјетски Савез. На крају Другог светског рата до средине 1945. године, све престонице источне и централне Европе биле су под контролом Совјетског Савеза. Током завршне фазе рата, Совјетски Савез је започео стварање Источног блока директном анексијом неколико земаља као Совјетских Социјалистичких Република које му је првобитно ефективно уступила нацистичка Немачка у Пакту Молотов-Рибентроп. Источна Пољска, источна Финска, Балтик, Буковина и Бесарабија, које се сада називају Молдавија, биле су насилно укључене у Совјетски Савез. Источне пољске територије остају део Украјине и Белорусије од почетка 21. века.
Припадници Црвене армије и НКВД-а почели су да намећу комунистички систем 1939. Они су у великој мери користили локалне комунисте, социјалисте и њихове сараднике да воде кампању масовног насиља и масовних депортација у логоре како би „совјетизовали” подручја под њиховом окупацијом. Совјетска инвазија на ове области 1939. године створила је локалне савезнике и произвела официре НКВД-а са искуством у наметању комунистичког система. Совјетски Савез је почео да планира трансформацију источне Европе чак и пре нацистичке инвазије на СССР 1941. године. Постоје докази да СССР није очекивао да брзо или лако створи комунистички блок. Иван Мајскиј, совјетски министар иностраних послова под Стаљином, писао је 1944. да ће све европске нације на крају постати комунистичке државе, али тек након периода од три до четири деценије.
Комунистички лидери централне и источне Европе углавном су учествовали у коалицијама „националног фронта“ током 1930-их да би се супротставили нацистичкој експанзији. Ове коалиције су направљене по узору на оне у Шпанији и Француској. Историчар Тони Џадт описао је грађански рат у Шпанији као „суву трку за преузимање власти у Источној Европи после 1945.“
То је укључивало источну Пољску (анектирану Совјетском Савезу), Летонију (постала Летонија ССР), Естонију (постала Естонска ССР), Литванија (постала Литванска ССР), део источне Финске (постао Карело-Финска ССР) и североисточне Румуније (чији је део постао Молдавска ССР). До 1945. године, ове додатне анексиране земље су имале приближно 180.000 додатних квадратних миља (465.000 km²), или нешто више од подручја Западне Немачке, Источне Немачке и Аустрије заједно.
Друге државе су претворене у совјетске сателитске државе, као што су Народна Република Пољска, Народна Република Бугарска, Народна Република Мађарска, Чехословачка Социјалистичка Република, Народна Република Румунија, Народна Република Албанија а касније и Немачка Демократска Република из совјетске зоне немачке окупације. Федеративна Народна Република Југославија се такође сматрала делом блока иако је дошло до сукоба на релацији Тито-Стаљин 1948. године.
Широм Источног блока, како у Совјетској Социјалистичкој Републици, тако иу остатку блока, Русија је добила на значају, и називана је најистакнутија нација водећих људи. Совјети су подстицали обожавање свега руског и репродукцију сопствених комунистичких структурних хијерархија у свакој од држава блока.
Дефинишућа карактеристика комунизма примењеног у Источном блоку била је јединствена симбиоза државе са друштвом и економијом, што је довело до тога да су политика и економија изгубиле своје карактеристичне карактеристике као аутономне и препознатљиве сфере. Док је преко 15 милиона становника Источног блока мигрирало на запад од 1945. до 1949. године, емиграција је ефективно заустављена почетком 1950-их, са совјетским приступом контроли националног покрета који је опонашао већина остатка Источног блока. Совјети су наложили експропријацију и етатизацију приватне својине.
„Режими реплика“ у совјетском стилу који су настали у Блоку не само да су репродуковали совјетску командну економију, већ су усвојили и бруталне методе које су користили Јосиф Стаљин и совјетска тајна полиција за сузбијање стварне и потенцијалне опозиције. Штавише, Источни блок је искусио економски лош развој од стране централних планера, што је довело до тога да те земље иду путем екстензивног, а не интензивног развоја, и да су далеко заостајале за својим западноевропским колегама у бруто домаћем производу по глави становника. Поред тога, медији у Источном блоку служили су као државни орган, потпуно ослоњени и потчињени комунистичкој партији. Државне радио и телевизијске организације, док су штампани медији обично били у власништву политичких организација, углавном владајуће комунистичке партије.

## Контрола
Питање које се појавило у земљама окупираним од стране Црвене армије 1944. и 1945. био је начин на који се окупациона власт трансформише у контролу над домаћим развојем. У почетку, спремност западних земаља да подрже „антифашистичку“ акцију и „демократизацију“ са социјалистичким елементом помогла је совјетским напорима да дозволе комунистима у својим земљама да започну процес постепене, готово неприметно споре совјетизације. Пошто су комунисти били релативно мала мањина у свим земљама осим у Чехословачкој, првобитно им је наложено да формирају коалиције у својим земљама.
На крају рата, прикривање улоге Кремља сматрано је кључним за неутрализацију отпора и како би режими изгледали не само на челу са локалним становништвом, већ и да личе на „буржоаске демократије“. Јосиф Стаљин је већ ефективно затворио спољни приступ Совјетском Савезу од 1935. (и до своје смрти), ефективно не дозвољавајући страно путовање унутар Совјетског Савеза тако да странци нису знали за политичке процесе који су се у њему одвијали. Током овог периода, па чак и 25 година након Стаљинове смрти, неколико дипломата и страних дописника којима је било дозвољено улазак у Совјетски Савез обично су били ограничени на неколико миља од Москве, њихови телефони су прислушкивани, њихова пребивалишта су била ограничена на локације само за странце и стално су их пратиле совјетске власти. Неистомишљеници који су прилазили таквим странцима су хапшени. Много година после Другог светског рата, чак ни најбоље обавештени странци нису знали колико је ухапшених или погубљених совјетских грађана, нити колико је лоше пословала совјетска привреда.
У другим земљама Блока, Стаљин је изјавио да је источноевропска верзија демократије само модификација западне „буржоаске демократије“. Сходно томе, совјетско преузимање контроле на самом почетку генерално је пратило тростепену „блоковску политику“. процес: (I) општа коалиција левичарских, антифашистичких снага; (II) лажна коалиција у којој су комунисти неутралисали оне у другим партијама које нису хтеле да прихвате комунистичку надмоћ; и (III) потпуна комунистичка доминација, која се често спроводи у новој партији формираној фузијом комунистичких и других левичарских група. Истовремено, совјетски саветници су постављани у државне институције, са већом концентрацијом у војсци и полицији, док су трговински споразуми дали СССР-у преовлађујући утицај у локалним економијама. Резултат процеса је био да су од 1944. до 1948. године у Источном блоку политичке странке, организације, добровољна удружења и територијалне заједнице прикривено вођене да постепено онеспособљавају, растварају и троше се сопственим напорима у различитим процесима.
Стаљин је сматрао да је социоекономска трансформација неопходна за успостављање совјетске контроле, одражавајући марксистичко-лењинистичко гледиште да материјалне основе – расподела средстава за производњу – обликују друштвене и политичке односе. Ова „совјетизација“ је подразумевала постепену асимилацију локалних политичких, социоекономских и културних образаца у совјетски модел уз прекид веза са „буржоаским“ западним вредностима и традицијама. Московски обучени кадрови постављени су на кључне положаје власти да би испунили наређења у вези са друштвено-политичком трансформацијом. Елиминација друштвене и финансијске моћи буржоазије експропријацијом земљишне и индустријске својине дат је апсолутни приоритет. Ове мере су јавно наглашене као реформе, а не као друштвено-економске трансформације. У целој источној Европи, осим у Чехословачкој, осниване су организације попут синдиката и удружења које представљају различите друштвене, професионалне и друге групе са само једном организацијом за сваку категорију, без конкуренције. Тим организацијама управљали су комунистички кадрови, иако је у почетку била дозвољена одређена разноликост. Совјетски и локални концерн формирали су „акционарска друштва“ дозвољавајући совјетским званичницима да врше директну контролу над важним деловима привреде.

### Прикривање
У почетку је Совјетски Савез прикривао своју улогу, а трансформације су се појављивале као модификација западне „буржоаске демократије“. Како је једном младом комунисти речено у Источној Немачкој: „мора да изгледа демократски, али морамо имати све у нашој контроли.“
Са првобитним изузетком Чехословачке, активности политичких партија морале су да се придржавају „политике блока“, а странке су на крају морале да прихвате чланство у „антифашистичком“ „блоку“ обавезујући их да делују само уз обострани „консензус“. Московски кадрови на кључним позицијама одбијали би путем вета да обезбеде консензус за супротстављене промене, док су они који су се противили променама предложеним комунистима били оптужени за непослушност совјетским властима, што је често праћено оштрим казнама. Када такве мере нису дале жељени ефекат, окупациони официри би директно интервенисали. Сходно томе, избори — који су били обећани западним савезницима — нису понудили разлику у политичким изборима.
Политика блока је на крају приморала наводне буржоаске политичаре и странке да бирају између безусловне политичке предаје и потпуног одбацивања. Ако би изабрали ово прво, отуђили би своје следбенике и маргинализовали себе, док би други случај довео до клевете као одступника од „антифашистичког демократског консензуса“ и „издајника“ народа, након чега би уследила изолација, процесуирање и ликвидација.
Сходно томе, блоковски систем је дозволио Совјетском Савезу да индиректно врши домаћу контролу Источног блока. „Буржоаски“ политичари вољни да следе вођство комунистичког блока и да подрже социо-економске реформе ангажовани су да потпомогну илузију класичне демократије. Слични некомунистички функционери постављени су на нека административна места, док је поуздан комунистички кадар радио иза кулиса на контроли апарата и процеса доношења одлука. Кључна одељења, као што су она одговорна за особље, образовање, општу полицију, тајну полицију и омладину, били су строго комунистички вођени. Од почетка је планирано да вишепартијски систем који су успоставиле совјетске окупационе власти буде привремен. Предвиђене су две врсте савеза: стални „природни“ савези са сродним друштвеним снагама као што су сељаци спремни да се потчине комунистичким авангардним партијама и привремени споразуми са буржоаским партијама неопходним за привремене циљеве. Партије, као што су социјалдемократе, сматране су припадницима трајне природне категорије, али би се на крају очекивало да ће проћи кроз трансформацију. Московски кадрови су разликовали „прогресивне снаге“ од „реакционарних елемената“, и обе чинили беспомоћнима кроз само-маскулацију или будуће самопожртвовање. Такви поступци су се понављали у континуитету све док комунисти нису добили неограничену власт, док су остали само политичари који су безусловно подржавали совјетску политику.

## Политички систем

### "Народна демократија"
Упркос почетном институционалном дизајну комунизма који је применио Јосиф Стаљин у источном блоку, каснији развој је варирао од земље до земље. У сателитским државама, након што су мировни уговори првобитно закључени, опозиција је у суштини ликвидирана, уведени су фундаментални кораци ка социјализму, а лидери Кремља су настојали да ојачају контролу у њима. Док је комунизам дошао на власт у Совјетском Савезу након грађанског рата у Русији, владајуће режиме је донекле срамотило то што је у остатку Источног блока дошао на власт окупацијом Црвене армије. Оно што се појавило је оно што је мађарски комуниста Ласло Рајк (који је касније погубљен) назвао „диктатуром пролетаријата без совјетске форме“, „народном демократијом“. Дефинишућа карактеристика комунизма спроведеног у њој била је јединствена симбиоза државе. са друштвом и економијом, што доводи до тога да политика и економија губе своје карактеристичне карактеристике као аутономне и препознатљиве сфере. У почетку, Стаљин је управљао системима који су одбацивали западне институционалне карактеристике тржишних економија, демократско управљање (названо „буржоаском демократијом“ у совјетском говору) и владавину права која је покорила дискрециону интервенцију државе. Настале државе тежиле су потпуној контроли политичког центра подржаног екстензивним и активним репресивним апаратом и централним оправдањем наводне марксистичко-лењинистичке идеологије.

### Остаци "буржоаске демократије"
Остале демократске институције никада нису у потпуности уништене, што је резултирало фасадом представничких институција. Парламенти су печатирали одлуке владајућих партија. На њих се обраћало толико мало пажње да су неки од оних који су служили у парламентима били мртви, а званичници би понекад отворено изјавили да ће поставити чланове који су изгубили изборе. Устави су проглашени, али никада нису спроведени. Институције власти су практиковале демократски централизам, где су потчињени органи партије и државе безусловно подржавали одлуке високих партијских лидера. Консеквентне одлуке доносиле су владајуће комунистичке партије, које нису биле политичке партије у западном смислу, већ апарати за тоталитарну контролу државе и друштва. Они нису заступали секцијске интересе, већ су их наметали. Парламенти су били изабрани, али су се њихови састанци одржавали само неколико дана у години и служили су само стварању легитимитета одлука Политбироа.
Несовјетске комунистичке партије источног блока одржавале су конгресе сваких пет година, недуго након што је совјетска комунистичка партија одржала свој конгрес, да би изабрале централне комитете и подржале нове партијске програме, иако су централни комитети могли сазвати „хитне“ конгресе. Присуствовање партијским конгресима је често давано као награда за дугогодишњи рад. Странке су такође понекад одржавале националне конференције да би се позабавиле одређеним питањима.
Централни комитети су се обично састајали у пуној или пленарној седници два до три пута годишње да би бирали чланове политбироа или президијума и „секретаријата“ комунистичке партије, који је бројао 15-20 високих партијских појединаца од којих је сваки био задужен за одељење. партијског секретаријата. Ова одељења су била или партијске „сенке“ стварних владиних ресора којима су на крају управљали (нпр. пољопривреда, спољни послови, образовање, итд.) или партијске институције задужене за кадрове или партијска контролна комисија која је истраживала све наводне повреде партијских права. дисциплина.

### Владајуће партије
Генерални секретар или први секретар Централног комитета био је најмоћнија личност у сваком режиму. Своју свакодневну власт је вршио преко политбироа или президијума, који је углавном имао 10-15 пуноправних чланова Током стаљинистичког периода, шеф партије је такође водио извршну власт, са варијацијама у пракси након Стаљинове смрти, иако је извршна власт увек била у највишим партијским органима. У Румунији после средине 1960-их није постојао никакав политбиро и уместо тога, генерални секретар Николае Чаушеску је именовао мали стални извршни комитет из којег је именовао мали стални биро који се састојао од себе, његове супруге и четири до пет других чланова. Уопштено говорећи, што је први или генерални секретар дуже био на функцији, постајао је све моћнији, и генерално је могао да задржи власт све док је био здрав. Степен слободе вођства је варирао, при чему је Чаушеску био суочен са мало дебате, док је Бугарин Тодор Живков могао да предузме акције као што је наметање бугарских имена етничким Турцима, а да о томе није ни разговарало. Партија над којом је владао Политбиро није била масовна партија, већ, у складу са лењинистичком традицијом, мања селективна партија између три одсто (нпр. Албанија) и четрнаест одсто (нпр. Чехословачка) становништва земље која је прихватила потпуну послушност. На пример, један пољски комуниста је описао веру у Пољску уједињену радничку партију као да „значи да је његова вера у њу некритична у свакој фази, без обзира шта странка говори. То је особа са способношћу да прилагоди свој менталитет и своју савест на такав начин да може безрезервно прихватити догму да странка никада не греши, иако је све време погрешна.“ За улазак је обично био потребан период пробног рока. Они који су обезбедили чланство у овој селективној партији добили су значајне награде, као што су приступ специјалним продавницама по нижим ценама са већим избором робе, специјалним школама, објектима за одмор, биоскопом, домовима, намештајем, уметничким делима и службеним аутомобилима са посебним регистарским таблицама. како би полиција и други могли да идентификују ове чланове са дистанце. Ови чланови, који се називају и номенклатуром, добијали су и дозволу за путовање у иностранство, која је ретко давана широј јавности. Коверте са новчаницама, а понекад и страном валутом, неретко су се делиле појединим члановима партије или Политбироа. Након конфискације путем национализације од претходних власника након совјетске окупације, партија је у почетку поседовала значајну додатну имовину и некретнине које је дала члановима. Сви чланови су поседовали партијску књижицу или књижицу у коју је уписано присуство на састанцима, служење партији и свако одступање од партијског понашања. Периодично, ове картице би се проверавале, често као увод у уништавање или чишћење оних који се сматрају непожељним или недовољно посвећеним.
Комунистичка партија је била у центру политичког система у Источном блоку, а њена водећа улога је била апсолутна политичка владавина без готово никакве политичке дискусије. Већина партија у несовјетским земљама источног блока разликовала се од Комунистичке партије Совјетског Савеза по томе што су биле технички коалиције. Само у Бугарској, Чехословачкој, Југославији и Румунији (и то тек после 1965. године) партије су у свом називу користиле реч „комуниста“. Владајуће странке у Источном блоку су:

### Чистке и показна суђења
У складу са совјетским директивама, „изградња комунизма“ у Источном блоку подразумевала је ликвидацију класних непријатеља и сталну будност против контрареволуционара, посебно унутар самих комунистичких партија. Касних 1940-их и раних 1950-их, чешће након кампање за избацивање "титоиста" након раскола Тито-Стаљин 1948. године, долази до протеста, а многи од њих су учествовали радници, интелектуалци, незадовољни младићи који су уведени у сељаштво као део колективизација и оних који су првобитно били највише одушевљени комунистичким системима. Као одговор, у Пољској је централни комитет одржао „пленум будности“ против националиста. Један од метода контроле укључивао је неколико партијских чистки између 1948. и 1953, укључујући 90.000 чистки у Бугарској, 200.000 у Румунији (око једна трећина странака), 200.000 у Мађарској, 300.000 у Источној Немачкој, 370.000 у Пољској (у Пољској). чланова) и 550.000 у Чехословачкој (30% партије). У Мађарској је око 150.000 такође било затворено, а 2.000 погубљено по хитном поступку. У Естонској ССР, чистка „буржоаских националиста“ из Комунистичке партије Естоније догодила се од 1949. до 1951. године. У Чехословачкој је око 130.000 људи послато у затворе, радне логоре и руднике. Еволуција резултујућих оштрих чистки у Чехословачкој, као и већи део њене историје после 1948. године, била је функција касног преузимања власти од стране комуниста, при чему су се многе чистке фокусирале на значајан број чланова партије са претходним чланством у другим партијама. Ране тврдње лидера странке Клемента Готвалда да је Чехословачка другачија од остатка Источног блока створиле су љубомору и додатну опасност касније када је Стаљин показивао готово параноичну жељу за јединством и униформношћу.
Девет копија извештаја, признања и других докумената о чисткама у свим земљама дистрибуирано је совјетским и другим лидерима источног блока. У Пољској, када се локално руководство одупрло совјетском притиску за показна суђења, Совјети су захтевали изградњу више затвора, укључујући и један са посебним крилом за високорангиране чланове партије. Интензитет чистки је варирао од земље до земље, са темељним чисткама у местима са релативно популарном странком у Чехословачкој и Бугарској, и мање темељним чисткама у местима где је партија у почетку била слабије успостављена, као што су Пољска, Румунија и Источна Немачка.
Сваки члан са западном везом био је одмах рањив, што је укључивало велики број људи који су провели године у егзилу на Западу током нацистичке окупације Чехословачке и Мађарске. Многи ветерани Шпанског грађанског рата били су затворени или убијени јер су били укаљани својим западним искуствима. Мете прогона биле су и особе са западњачким супругама. Поред веза са Титом или Југославијом, угрожене су биле и особе које су раније припадале некомунистичким партијама спојеним у политичком процесу блока, као и припадници нерадничке класе.
Поред чистки обичних чланова, прочишћени су и истакнути комунисти, а неки су подвргнути јавним суђењима. Већа је вероватноћа да ће их подстицати, а понекад и оркестрирати, Кремљ или чак Стаљин, као што је то учинио у московским суђењима Велике чистке у Совјетском Савезу 1930-их. Међу њима су били Кочи Ћокс у Албанији и Трајчо Костов у Бугарској, који су очишћени и ухапшени. Након што је Костов погубљен, бугарске вође су послале Стаљину телеграм у коме се захваљује на помоћи. У Румунији су ухапшени Лукрециу Патрасану, Ана Паукер и Василе Лука, а Патраскану је погубљен. Стаљинов изасланик НКВД-а координирао је са мађарским генералним секретаром Матјашем Ракошијем и његовом АВХ вођом показног суђења мађарском министру иностраних послова Ласлу Рајку, који је касније погубљен. Суђења Рајку су навела Москву да упозори чехословачке странке да су непријатељски агенти продрли високо у партијске редове, а када су се збуњени Рудолф Слански и Клемент Готвалд распитали шта могу да ураде, Стаљинови агенти НКВД-а су стигли да помогну у припреми наредних суђења. Чехословачка страна је потом ухапсила самог Сланског, Владимира Клементиса, Ладислава Новомеског и Густава Хусака (Клементис је касније погубљен). Слански и још једанаест других осуђени су заједно да су „троцкистички-ционисти-титоисти-буржоаско-националистички издајници” у једној серији показних суђења, након чега су погубљени, а њихов пепео је помешан са материјалом који је коришћен за насипање путева на периферији Прага. У време суђења Сланском, Кремљ је тврдио да је Израел, као и Југославија, угризао совјетску руку која их је хранила, па су суђења добила изразито антисемитски тон, са једанаесторо од четрнаест оптужених којима је суђено са Сланским, били Јевреји.
Совјети су одредили методе показног суђења, укључујући процедуру у којој су признања и „докази“ од водећих сведока могли бити извучени на било који начин, укључујући претње да ће се мучити жене и деца сведока. Што је члан партије био виши, то су му, генерално, биле оштрије тортуре. За показно суђење мађарском министру унутрашњих послова Јаношу Кадару, који је годину дана раније покушао да изнуди признање Ласла Рајка у његовом показном суђењу, у вези са „Владимиром“ који је питао Кадара:
Владимир је имао само један аргумент: ударци. Почели су да туку Кадара. Тело су му намазали живом да би спречили да му поре дишу. Превијао се на поду када је стигла придошлица. Придошлица је био Владимиров отац, Михаљ Фаркаш. Кадар је подигнут са земље. Владимир приђе близу. Двојица послушника разбили су Кадарове зубе, а пуковник му је, немарно, као да је то најприроднија ствар на свету, уринирао у његова уста.
Након овог суђења, Кадар је касније постао генерални секретар владајуће Мађарске радничке партије када је Имре Нађ погубљен. Једном у просторији за испитивање, инквизитори се нису претварали да покушавају да траже стварне доказе, јасно стављајући до знања да је њихов једини задатак да извуку признање које би се користило да убеде друге људе у кривицу оптуженог. Многи посвећени чланови странке прихватили су аргумент да би могли да ураде још једну услугу партији тако што би дозволили да буду осуђени за злочине које нису починили. Чак и након што је странка одустала од договора који је требало да поштеди Ласла Рајка, Рајк је наводно викао непосредно пре његовог погубљења „живела партија!“ За оне који нису погубљени, деградација и понижење настављено је годинама у затвору или радним логорима.
Докази су често били не само непостојећи, већ и апсурдни, при чему су партијски испитивачи Мађара Јоргоса Палошија-Хорвата одушевљено узвикивали „Све време смо знали — имамо то овде у писаној форми — да сте срели професора Сенђерђија не у Истанбулу, већ у Цариграду“. У другом случају, мађарска тајна полиција је такође осудила другог члана партије као нацистичког саучесника са документом који је заправо претходно био изложен у стакленој витрини Института радничког покрета као пример фалсификата Гестапоа. Сама суђења су била „шоу“, при чему је сваки учесник морао да научи сценарио и да изводи поновљене пробе пре наступа. На суђењу Сланском, када је судија прескочио једно од скриптираних питања, боље увежбани Слански је одговорио на оно које је требало да буде постављено.

### Административне структуре
У почетку, комунистичке партије су биле мале у свим земљама осим у Чехословачкој, тако да је постојао акутни недостатак политички „поузданих“ људи за администрацију, полицију и друге професије. Сходно томе, „политички непоуздани“ некомунисти су у почетку имали такве улоге. Они који нису били послушни комунистичким властима су збачени, док су московски кадрови покренули велике партијске програме за обуку кадрова који би испуњавали политичке услове.
Поред тога, широм Источног блока појавиле су се војске у униформама совјетског стила и проучавале војне приручнике преписане од Црвене армије. Партија је доминирала у оружаним снагама, а чланови партије су имали скоро сваки чин изнад капетана.
Партијска структура је често водила две листе: кадровску и номенклатурну. Потоњи је садржао сваку функцију у свакој земљи која је била важна за несметану примену партијске политике, укључујући војне положаје, административне положаје, директоре локалних предузећа, администраторе друштвених организација, новине, итд. У Чехословачкој се сматрало да номенклатурне листе садрже 100.000 постова, док је број процењен у Пољској био 2-3 пута већи. Имена оних за које је партија сматрала да су довољно верни да обезбеде место у номенклатури састављена су на кадровској листи. Не мора се бити члан партије да би се нашао на кадровској листи, али сваки знак неконвенционалног понашања значио би искључење са листе. Значајна количина информација прослеђених партији од полиције или посматрача од поверења обезбедила је да кадровски спискови буду благовремени и свеобухватни. Крајњи резултат је био да је свако ко је тежио да има утицајан или награђиван посао морао да се повинује партијском диктату.

### Дестаљинизација
До извесног попуштања совјетске контроле дошло је након Стаљинове смрти 1953. и касније дестаљинизације. У Блоку је спласнула државна бруталност и репресија. Црвена армија се повукла са Балкана, али не из Источне Немачке и земаља потребних за транзитне сврхе. Континуирано одржавање комунистичке моћи је гарантовано доктрином Брежњева, као што је била инвазија Варшавског пакта 1968. на Чехословачку, на основу тога да је претња систему у једној земљи представљала изазов за савез у целини.
Као и са Југославијом након ситуације Тито-Стаљин, Албанија је заузела другачији курс од већине остатка Источног блока. Због привржености стаљинизму првог секретара Партије рада Албаније Енвера Хоџе, Албанија је раскинула са Совјетским Савезом 1960. године након совјетске дестаљинизације. Албанија је почела да успоставља ближе контакте са Мао Цедунговом Народном Републиком Кином. Након Маове смрти и Кине која тражи блиске везе са Сједињеним Државама, Албанија је такође прекинула везе са Кином 1978. године.
Култ личности се интензивирао око Хоџе, који је постајао све параноичнији према страним сплеткама и заверама. Хоџа није толерисао неслагање и хиљаде Албанаца је погубљено, послато у државне радне логоре или прогнано у удаљена подручја ради рада. Након чистке у војсци и економској бирократији, 1976. године, Албанија је применила ригидно марксистичко-лењинистички устав који не само да је странку учинио водећом снагом у држави и друштву, већ је ограничио приватну својину и забранио иностране кредите. Потпуно изолујући се од остатка света, Албанија је започела велики одбрамбени програм, укључујући гомилање огромног арсенала оружја и изградњу више од 700.000 бетонских војних бункера за земљу са само 3 милиона становника.

## Политичка репресија
Док је почетна институција комунизма уништила већину претходне институционалне и организационе разноликости земаља Источног блока, комунистичке структуре су постојале у различитим манифестацијама снаге које су такође варирале током времена. У таквим комунистичким системима, централизовани и неизабрани државни апарати, командне економије и недостатак или одсуство независних грађанских удружења посебно су комбиновани како би се чврсто ограничио репертоар деловања за оне који желе да бране своје интересе или постављају захтеве према влади. Ове карактеристике нису еволуирале, већ су намерно наметнуте током релативно кратког временског периода.
Као и у Совјетском Савезу, култура је била подређена политичким потребама, а креативност је била секундарна у односу на социјалистички реализам. Правни систем и образовање су редизајнирани на совјетске принципе. Поред емиграционих ограничења, цивилном друштву, дефинисаном као домен политичког деловања ван партијске контроле државе, није било дозвољено да чврсто заживи, са могућим изузетком Пољске 1980-их. Док су институционални дизајн комунистичких система био заснован на одбијању владавине права, правна инфраструктура није била имуна на промене које одражавају пропадајућу идеологију и замену аутономног права.
Док је дошло до институционалних промена које су створиле одређене слободе, промена ка ефикасном конституционализму није могла да се деси без колапса комунистичких политичких режима. Тржишно оријентисане реформе не би могле да функционишу без функционалних тржишта. Подређеност друштва од стране оваквих система није била толико резултат сталних државних тријумфа над супарничким групама, колико је то био повремени државни тријумф у комбинацији са државно наметнутим структурама које су прекинуле потребне везе и заузеле друштвени простор неопходан да се супарничке групе у почетку формирају.

### Политичко неслагање
Комунистички режими у Источном блоку су чак и маргиналне групе опозиционих интелектуалаца посматрали као потенцијалну претњу због основа комунистичке моћи у њима. Централни стуб на коме се заснивала монополска моћ комунистичке елите било је веровање административних класа – средњих руководећих кадрова у партијском апарату, индустрији, органима безбедности, образовању и државној управи – у легитимитет Комунистичке партије. Опаска опасност коју представљају дисидентство и опозиција била је мања од могуће мобилизације широких отворених протестних покрета који поткопавају режим него да би политички неконформизам нарушио поузданост административних класа одговорних за спровођење директива партијског руководства.
Сходно томе, сузбијање дисидентства и опозиције се сматрало централним предусловом за безбедност комунистичке власти, иако огроман трошак на који је становништво у одређеним земљама држано под тајним надзором можда није био рационалан. Степен опозиције и потискивања дисидента варирао је у зависности од земље и времена у целом Источном блоку. Након почетне тоталитарне фазе, после Стаљинове смрти уследио је посттоталитарни период у коме се примарни метод комунистичке владавине померио са терора широких размера на селективну репресију и идеолошке и социополитичке стратегије легитимације и обезбеђивања лојалности.
Репресија у посттоталитарној фази варирала је у земљама источног блока у зависности од степена унутрашње кохерентности и друштвеног укорењености комунистичких елита у свакој земљи. Поротничко суђење замењено је трибуналом професионалног судије и два поротника који су били поуздани партијски актери. Карактеристике таквих комунистичких система комбиноване су да структурирају друштвено и политичко окружење како би подигле цену отвореног протеста, често на превисоки ниво. Док је постојао отпор, јављао се углавном у облику појединачних мера заснованих на прихватању система као целине које су парадоксално често додатно атрофирале путеве колективног обештећења против државе, као што су радници намерно губили време на послу или крали државне ресурсе.

### Класне поделе
Грађани су разврстани према социјалном пореклу и класи, а стандардне категорије су биле: радник, сељак, интелектуалац, ситни службеник, други и класни непријатељи. Да би стекла послушнију будућу интелигенцију, деца класних непријатеља су била ограничена само на основно образовање, док би они из четврте и пете категорије тешко могли да уђу на универзитет. Кривични закони се такође могу оцењивати на класној основи, при чему класно порекло осуђеног одређује колико је злочин био опасан по друштво.

### Друштвене чистке
Поред партијских чистки, дешавале су се и шире друштвене чистке, које су биле усмерене са једнаким или већим интензитетом на свим нивоима друштва. Као и код партијских чистки, социјалне чистке су теоретски оправдане стаљинистичком доктрином да се класна борба заоштрава непосредно након социјалистичке револуције и у првим фазама изградње социјализма. Сходно томе, појавили су се буржоаски и малограђански ставови који су, на пример, довели до ослањања на домаћу производњу и црно тржиште у насталим економијама са недостатком. Када се томе додају уочене спољне опасности Хладног рата, а посебно након параноје која је проистекла из раскола Тито-Стаљин, акценат је стављен на заустављање унутрашњих опасности малограђанских активности које би могле изазвати додатни отпор и симпатије народа. за запад.
Ове друштвене чистке представљале су генерализоване епизоде терора који су се сматрали таквима да би се успоставио ред и контрола. Ниједна особа није била сигурна од ефеката чистки, а оптужбе су биле честе. Дефиниције криминала коришћене у таквим чисткама биле су широке и нејасне, укључујући поседовање недостатне робе која се тумачи као гомилање. Одговорност свих грађана била је да у свој свакодневни живот интегришу одговорност за спровођење чистки. Бивши лидер румунске Секуритатеа је изјавио:
То је постигнуто једноставним уређајем: фабрици, одељењу локалне самоуправе, стручној организацији дата је квота људи за отклањање, што може значити отпуштање, слање у руднике или предају полицији безбедности као класних непријатеља под оптужба за шта год се догодило да је помодни злочин. Управни одбор организације, или човек одговоран за кадровска питања, знао је да ће, ако се не повинују, сами бити жртве. Зато су се повиновали, говорећи свима да су спасили деведесет осам добрих људи одабиром два жртвена јагњета која ионако 'нису много добра', кваре ствари свима радећи превише напорно, пијући превише или премало, били су чудни јер су одбио да спава са правом особом, или једноставно, а то је увек био сигуран аргумент, били су Јевреји.
У Будимпешти, у Мађарској, понедељком, средом и петком у 2:00 ујутру, комбији су превозили мете чишћења, којих је до 1953. године било приближно 700.000. Од тога, 98.000 је жигосано као шпијуни и саботери, од којих је 5.000 погубљено. У Чехословачкој је између 1948. и 1954. ухапшено око 150.000 мета. Сличан проценат становништва патио је и у другим државама Источног блока.

### Групе цивилног друштва
Као и код партијских чистки, било која институција са западним везама била је посебно рањива. Огранци организација источног блока са западним контактима, као што су извиђачи, водичи за девојчице и међународна федерација професионалних и пословних жена, су затворени. Нападу су биле изложене цркве, укључујући унијатску цркву у Украјини и Румунији, протестанте у Бугарској и Римокатоличку цркву у Мађарској. Угрожени су били људи који су због свог друштвеног васпитања представљали некадашње „класне непријатеље“, као и они који су претходно били чланови некомунистичких партија.
Док су чистке угушиле спољашње манифестације незадовољства, оне су такође изазвале озбиљне економске дислокације. Покренути су велики грађевински пројекти са недовољним капиталом, тако да су затвореници који нису плаћени морали да служе уместо савремене опреме. Ометање обучене административне и управљачке елите такође је нанело штету. Толико је радника отпуштено из устаљених професија да су их морали заменити на брзину обучени млађи радници који нису поседовали сумњиво класно порекло. Један Чехословачанин је приметио:
Висококвалификовани стручни људи постављају путеве, граде мостове и руководе машинама, а на врху су глупи људи – чији су очеви копали, мели или зидали – говоре другима где да постављају путеве, шта да производе и како да троше новац земље. Последица тога је да путеви изгледају као оранице, правимо ствари које не можемо да продамо, а мостови не могу да се користе за саобраћај… Онда се питају зашто привреда иде низбрдо као десетотонски камион са искљученим кочницама.
Чистке су се често поклапале са увођењем првих петогодишњих планова у несовјетским чланицама Источног блока. Циљеви тих планова су сматрани изван политичког приближавања чак и тамо где су били апсурдни, тако да су радници који нису испунили циљеве циљани и окривљени за економске проблеме, док би се у исто време коначна одговорност за економске недостатке стављала на истакнуте жртве политичке чистке. У Румунији, Георге Георгију-Деж је признао да је 80.000 сељака оптужено да је стало на страну класног непријатеља јер су се опирали колективизацији, док је очишћена партијска елита Ана Паукер окривљена за ово „извртање“.
Поред тога, значајни ресурси су употребљени у чисткама, као у Мађарској, где је скоро милион одраслих било ангажовано да снимају, контролишу, индоктринирају, шпијунирају и понекад убијају мете чистке. За разлику од репресија под нацистичком окупацијом, није постојао никакав текући рат који би могао да оконча невоље источног блока, а морал је због тога озбиљно страдао. Пошто је партија касније морала да призна грешке у многим стварима које су се десиле током чистки после Стаљинове смрти, чистке су такође уништиле моралну основу на којој је партија деловала. Чинећи то, партија је поништила своју претходну лењинистичку тврдњу о моралној непогрешивости радничке класе.

## Тајна полиција
Организације тајне полиције Источног блока формиране су на основу теорије Владимира Лењина и практичне примене Јосифа Стаљина „одбране револуције“. Један од првих Лењинових чинова после Октобарске револуције 1917. године било је успостављање тајне полиције, Чеке. Такве организације у Источном блоку постале су „штит и мач“ владајуће Комунистичке партије. Партијска тврдња је била заснована на Лењиновој општој теорији класне борбе, империјализма, легитимног социјализма и диктатуре пролетаријата.
Полиција је служила да одврати противљење партијским директивама и да га обузда уколико се појави. Политичка полиција је била срж система. Велики број грађана је регрутован, понекад и уценама, да постану доушници за тајну полицију. Софистициране полицијске мреже су пратиле све слојеве друштва, прогањајући само оне који су отворено изражавали незадовољство или неслагање са режимом. Имена сваке политичке полицијске организације постала су синоним за необуздану моћ и претње насилном одмаздом уколико појединац постане активан против колектива. После Стаљинове смрти 1953. године, генерално гледано, профил тајне полиције је опао, и постао је мање средство за изазивање терора него за очување постојеће дистрибуције политичке моћи, све у свему више реактивно него проактивно. Изузеци од овог нижег профила били су у Албанији под Енвером Хоџом и у Румунији под Николајем Чаушескуом. Ослонац совјетске контроле на почетку Источног блока био је генерал Иван Серов, који је 1954. именован за председника новог совјетског КГБ-а као награду за делотворну примену своје експертизе тајне полиције у совјетизацији Источног блока.

### КГБ и Штази
Током партијских чистки, тајна полиција се толико укоријенила у партији да је постала сопствена елита унутар партијске елите. Државне полицијске организације биле су огромне. Источнонемачки Штази постао је најважнији сурогат совјетског КГБ-а након Лењинове изјаве да је „главна карика у ланцу револуције немачка карика, а успех светске револуције зависи више од Немачке него од било које друге земље“. Године 1947, Стаљин је рекао Едварду Кардељу, тадашњем премијеру Југославије, „Ми Руси никада нећемо изаћи из Немачке.“ НКВД је у почетку одржавао неколико бивших нацистичких концентрационих логора, као што су Бухенвалд и Заксенхаузен, за смештај бивших нациста. После присилног спајања Социјалистичке партије Немачке, хиљаде антинацистичких социјалдемократа и комуниста који су се противили спајању такође су завршили у тим логорима. Ерих Милке, кључни оператер за Совјете после рата, изградио је Штази у огромну тајну полицију и шпијунску организацију. Милке је постао шеф државне безбедности са најдужим стажом у источном блоку, а његова веза са совјетском тајном полицијом датира још од 1931. године, када је побегао из Немачке у Москву након што је убио два берлинска полицајца. Иако је Миелкеовом Штазију површно призната независност 1957. године, до 1990. КГБ је наставио да држи официре за везу у свих осам главних Штазијевих дирекција, сваки са својом канцеларијом унутар штазијевог берлинског комплекса, и у сваком од петнаест централних штабова округа Штазија у источној Немачкој. Сарадња је била толико блиска да је КГБ позвао Штази да успостави оперативне базе у Москви и Лењинграду ради надгледања туриста из Источне Немачке који долазе у посету, а Милке је официре Штазија назвао „чекистима Совјетског Савеза“. Године 1978, Милке је званично одобрио КГБ-у. официри у Источној Немачкој иста права и овлашћења која су уживали у Совјетском Савезу.
Све информације које су обавештајне и безбедносне службе источног блока прибавиле широм света похрањене су у совјетском компјутеру СОУД (Систем заједничког прибављања непријатељских података). СОУД је постао драгоцена имовина КГБ-а за Штази. Штазијеви инжењери су заправо креирали систем користећи украдену и илегално стечену западну технологију, али Совјети су инсистирали да буде базиран у Москви.

### Штази операције
Штази је запошљавао 120.000 агената са пуним радним временом и званичну процену од 100.000 доушника за праћење земље која је имала само 16 милиона становника. Између 1950. и 1989. године, Штази је запошљавао укупно 274.000 људи. Што се тиче укупног броја доушника Штазија, до 1995. године, идентификовано је 174.000, што је приближно 2,5% становништва Источне Немачке старости између 18 и 60 година. Иако су ови прорачуни били из званичних евиденција, пошто су многи такви записи уништени, вероватно је било близу 500.000 доушника Штазија. Бивши пуковник Штазија је проценио да би та цифра могла да буде и до 2 милиона ако би се укључили повремени доушници.
Резултат је било друштво у којем становници често нису знали коме да верују и у коме је мало ко покушавао да подели своја приватна размишљања са било ким осим са блиским пријатељима или колегама. Популарна изрека у Источној Немачкој била је да сваки пут када се три особе упусте у разговор, једна мора бити доушник Штазија. Напори Штазија са једним агентом на 166 грађана умањили су, на пример, нацистички Гестапо, који је запошљавао само 40.000 званичника да надгледа популацију од 80 милиона (један официр на 2.000 грађана) и совјетски КГБ, који је запошљавао 480.000 агената са пуним радним временом да надгледа нација од 280 милиона становника (један агент на 5.830 грађана). Када су укључени доушници, Штази је имао једног шпијуна на 66 грађана Источне Немачке. Када су укључени одрасли доушници са скраћеним радним временом, бројке су достигле отприлике једног шпијуна на 6,5 становника.
Службеници са пуним радним временом су распоређени у све веће индустријске погоне, а по један станар у свакој стамбеној згради је одређен као пас чувар који је одговарао представнику области Волксполизеи (Вопо). Шпијуни су пријавили сваког рођака или пријатеља који је преноћио у туђем стану. У зидовима апартмана и хотелских соба бушене су мале рупе кроз које су агенти Штазија снимали грађане специјалним видео камерама. Слично томе, школе, универзитети и болнице су били у великој мери инфилтрирани.
Политичка кривична дела су обично спадала у широка кривична дела као што су „издајнички преношење информација“, „издајничка активност“ и „мешање у активности државе или друштва“. Оптужени су обично биле особе које су од (номинално) тражиле легалне дозволе за излазак од њих. Источне Немачке или контактирали западни конзулат да се распитају о процедурама за емиграцију. Казне до две и по године тешког рада нису биле неуобичајене као казна за такве истраге. Оптужени за „државну непријатељску пропаганду“ могли би да буду они који су својевремено изјавили да није потребно постављати тенкове на граници, назвали су гранична утврђења „бесмислицама“ или су примали западнонемачке телевизијске програме и преносили садржај другима. Писање пријатељима на западу о жељама за емигрирањем, које би Штази могао да пресретне, могло би извући осуду за „успостављање илегалних контаката.“ Осим тога, било је кривично дело пропуштање суграђана, као што су доушници који нису успели. пријавити пријатеље који су изјавили да желе да побегну на запад. После средине 1950-их, Штазијева погубљења су вршена у строгој тајности, обично гиљотином, а у каснијим годинама, једним поготком из пиштоља. У већини случајева, рођаци стрељаних нису били обавештени ни о казни ни о извршењу. Лешеви су кремирани, а пепео тајно закопан, понекад на градилиштима.
Штази се такође фокусирао на савезнике владајуће комунистичке партије Социјалистичког јединства Немачке. На пример, током присилног спајања СЕД-а који је подржавао Совјетски Савез, Штази је ухапсио 5.000 чланова Социјалдемократске партије Немачке који нису одобравали спајање. 400 је умрло од мешавине погубљења, неухрањености или нестанка. Њих 200 касније је осуђено на укупно 10.000 година затвора. Све до 1950. године, све такве пресуде изрицали су совјетски војни судови на суђењима која су трајала не више од десет минута.
Док је Штази имао само 4.000 чланова 1953. године, током година је значајно порастао на 52.707 чланова 1973. године. Њени редови су се повећали много брже након што су земље источног блока потписале споразум из Хелсинкија 1975. године, који је Ерих Хонекер сматрао озбиљном претњом свом режиму јер садржи језик који обавезује потписнике да поштују „људска и основна права, укључујући слободу мисли, савести, вероисповести, и уверење. Величина Штазија је одмах повећана за 10.000. Миелкеу су дата нова, широка овлашћења, док је Штази постао инструмент моћи руководства у мери која није виђена у Источном блоку од Стаљинове смрти, са Стаљиновом смрћу. изузев Секуритате у Румунији под Николајем Чаушескуом. Штази је тада успоставио 24 логора за интернирање широм Источне Немачке у којима су смештене шест категорија особа које треба ухапсити.
Миелке је затим издао стандардни приручник оперативних процедура који описује надзор становништва до последњег детаља. Штази одељење М је запошљавало службенике у свакој пошти да потајно отварају сва писма и пакете послате или примљене из некомунистичке земље. Узорци писања узети су из писама која су се могла користити за усклађивање са писањем на било којим дисидентским памфлетима. Они које је Штази испитивао били су приморани да ставе специјалне крпе испод пазуха које су касније ускладиштене у запечаћеним и нумерисаним лименкама у огромном складишту за каснију употребу од стране ловаца у случају лова. Штази је такође попрскао специјалну хемикалију на тротоаре испред њихових канцеларија која би се залепила за ципеле оних који одлазе и омогућила псима да их лакше прате. Касних 1970-их, када је одређеним западним новинским организацијама било дозвољено да запошљавају канцеларије у источном Берлину, од њих се захтевало да запосле све запослене из одређене групе радника, од којих су сви били доушници Штазија.

### Државне полицијске организације
Под Николајем Чаушескуом, овлашћења тајне полиције Секуритатеа су порасла да би постала, сразмерно броју становника Румуније, једна од највећих и најбруталнијих снага тајне полиције у источном блоку. До 1989. године, укупан број службеника Секуритатее и безбедносних трупа износио је 38.682 за популацију од 23 милиона. Секуритатеа је запошљавала скоро пола милиона доушника. Након што су неколико вођа штрајка рудара касније умрли од преурањене болести, касније је откривено да су их лекари Секуритатее подвргли петоминутном рендгенском снимку грудног коша у покушају да развију рак. Након пада наталитета, агенти су смештени на свим гинеколошким одељењима, док су редовни тестови на трудноћу били обавезни за жене у репродуктивном периоду у Румунији, уз строге казне за све за које се утврди да су прекинуле трудноћу. Секуритатеа је такође ухапсила 80.000 сељака који су се противили реформама рада 1949. године.
Албанска Сигурими, под вођством изолационисте стаљинисте Енвера Хоџе, били су брутални као и Секуритатеа. Од почетка, АВХ (прво познат као АВО) је деловао као приватна војска владајуће Мађарске радничке партије. Пре Мађарске револуције 1956. године, АВХ, који је пуцао на демонстранте, наишао је на супротстављање мађарске војске и укинут на кратак период током револуције све до инвазије Црвене армије на Мађарску након тога. У Бугарској је агенција за државну безбедност Сигурност расла током 1970-их и постала још више потчињена КГБ-у пошто је вођа Тодор Живков изјавио да ће Бугарска и Совјетски Савез „понашати се као једно тело, дисати истим плућима и хранити се истим крвотоком“, и покушао да укључи Бугарску у састав Совјетског Савеза. У Југославији је ове послове обављала УДБА.
У Пољској је првобитно формирана Безбедносна канцеларија или УБ како би водила тајни рат против комуниста у Пољској. УБ је направљен по узору на совјетски НКВД, чији су стручњаци помогли у стварању новог „штита државе“. Шеф НКВД-а Иван Серов је почео да обучава регруте пољског НКВД-а још 1940. године, када су Совјети у почетку извршили инвазију на источну Пољску, укључујући обуку у Совјетском Савезу. До 1945. УБ је, под контролом НКВД-а, имала агенте у свим огранцима пољске владе.
Неколико организација државне полиције и тајне полиције спроводило је владавину комунистичке партије, укључујући:

## Тајна полиција и распад Источног блока
Штази је деловао као заступник за активности КГБ-а у Пољској, где Совјети нису били баш омиљени. Када је настао пољски покрет солидарности, подаци Штазија и КГБ-а су одмах предати пољској служби безбедности који је одмах ухапсио стотине чланова Солидарности у року од неколико сати од проглашења ванредног стања, како су то тражили Совјети. Сав телефонски, телеграфски и поштански саобраћај у Пољској и ван ње стављен је под контролу Штазија, док је масовно Штазијево десето одељење Друге главне управе (контраобавештајне службе) створено да надгледа Пољску. Уз забринутост у целом Источном блоку од могућег колапса ако комунизам падне у било којој земљи, Десето одељење Штазија је послало оперативне групе у Чехословачку и Мађарску. Десето одељење, међутим, није могло да прати велики број незадовољних грађана у Источном блоку крајем 1980-их, при чему је први значајнији пробој дошао у Мађарској када је тамошња влада наредила демонтажу утврђења и баријера од бодљикаве жице дуж границе са Аустријом године. августа 1989. Глас се брзо проширио до Источне Немачке, где су се хиљаде у потрази за слободом слиле у Мађарску. Мађарска је игнорисала претње Штазија у вези са затварањем границе. Након тога, битка је практично изгубљена, са Источном Немачком која је почела рушење Берлинског зида неколико месеци касније.
Пре уједињења Немачке, последња влада Источне Немачке наредила је спаљивање хиљада Штазијевих компјутерских записа како би се покушала заштитити од каснијег кривичног гоњења. Поред тога, уништили су хиљаде шпијунских досијеа и ставили остатке у 172.000 папирних врећа. Испитивање онога што је остало од огромних Штазијевих досијеа је тешко због њихове огромне величине. У прве три године након поновног уједињења Немачке 3. октобра 1990, велики број сензационалних хапшења Стазијевих инфилтратора у бившој западнонемачкој влади дешавао се сваке недеље. Постало је јасно да је цела влада Западне Немачке била заражена источнонемачком шпијунском организацијом, као и свака политичка партија, индустрија Западне Немачке, банке, црква и новински медији. Једна жена Штази кртица у БНД-у, источнонемачки агент већ седамнаест година, добила је задатак да припреми дневни тајни извештај обавештајних података за западнонемачког канцелара Хелмута Кола. Штазијеви архивисти процењују да је најмање 20.000 Западних Немаца шпијунирало за Штази и да је та процена можда конзервативна. Након поновног уједињења Немачке, испитивање њихових досијеа Штазија од стране бивших мета довело је до небројених грађанских тужби против доушника, уз уништење великог броја породичних и пријатељских односа.